# Internationale Cricket-Saison 1973/74
Die internationale Cricket-Saison 1973/74 fand zwischen November 1973 und März 1974 statt. Als Wintersaison wurden vorwiegend Heimspiele der Mannschaften aus Südasien, der Karibik und Ozeanien ausgetragen.

## Überblick

### Internationale Touren
| Beginn            | Heimteam    | Auswärtsteam | Resultate | Resultate | Artikel |
| Beginn            | Heimteam    | Auswärtsteam | Test      | ODI       | Artikel |
| ----------------- | ----------- | ------------ | --------- | --------- | ------- |
| 29. Dezember 1973 | Australien  | Neuseeland   | 2–0 [3]   |           | Artikel |
| 2. Februar 1974   | West Indies | England      | 1–1 [5]   |           | Artikel |
| 1. März 1974      | Neuseeland  | Australien   | 1–1 [3]   | 0–2 [2]   | Artikel |

## Nationale Meisterschaften
Aufgeführt sind die nationalen Meisterschaften der Full Member des ICC.
| Land                                | First-Class                 | List A                                          |
| ----------------------------------- | --------------------------- | ----------------------------------------------- |
| Australien                          | Sheffield Shield 1973/74    | Gillette Cup 1973/74                            |
| Indien                              | Ranji Trophy 1973/74        |                                                 |
| Duleep Trophy 1973/74               |                             |                                                 |
| Irani Trophy 1973/74                |                             |                                                 |
| Neuseeland                          | Plunket Shield 1973/74      | New Zealand Motor Corporation Knock-Out 1973/74 |
| Pakistan                            | Quaid-e-Azam Trophy 1973/74 |                                                 |
| Pentangular Trophy 1973/74          |                             |                                                 |
| BCCP Patron’s Trophy 1973/74        |                             |                                                 |
| Südafrika                           | Currie Cup 1973/74          | Gillette Cup 1973/74                            |
| Dadabhay Trophy 1973/74             |                             |                                                 |
| SACBOC Representative Match 1973/74 |                             |                                                 |
| West Indies                         | Shell Shield 1973/74        |                                                 |